# 호마 (기업)
호마(스페인어: Joma ˈxoma[*])는 스페인의 운동복 제조사로 현재 축구, 풋살, 핸드볼, 농구, 배구, 육상, 테니스, 그리고 패들 신발 및 의류를 제작한다. 본사는 스페인의 포르티요데톨레도에 있다.
호마는 1965년 프루크토소 로페스(Fructoso López)가 다목적 신발 제조를 목적으로 창업했다. 사명은 프루크토소 로페스의 장남 호세 마누엘(José Manuel)의 이름을 따 호마라고 정했다. 1968년, 호마사는 스포츠화 제작 및 유통에 집중하기 시작했다. 눈에 띄는 성공을 거두자, 호마는 축구 시장에 뛰어들었고, 국내 및 국제 시장에서 큰 성공을 거두었다. 결국, 호마 스포츠는 미주, 유럽, 그리고 아시아에 지사를 열었고, 현재 전 세계 70개 국가에서 사업을 한다. 호마 스포르트는 열 손가락 안에 드는 스포츠 기업이기도 하다.

## 스폰서

### 축구

#### 클럽팀

##### AFC
- 충북 청주 FC (2024 ~ 현재)
- 대구 FC (2004 / 2009 ~ 2010)
- 서울 노원 유나이티드 FC (2011)
- 대전 하나 시티즌 (2011 / 2019)
- 광주 FC (2011 ~ 2014 / 2016 ~ 2018)
- 강원 FC (2017 ~ 2018)
- 청주 시티 FC (2016)
- 전남 드래곤즈 (2016 ~ 2019)
- FC 안양 (2019 ~ 2021)

##### UEFA
- 노리치 시티 FC
- 스완지 시티 AFC

#### 국가대표팀
UEFA
- 루마니아
- 불가리아
- 우크라이나

CONCACAF
- 니카라과
- 온두라스
- 쿠바
- 푸에르토리코

AFC
- 몽골
- 요르단
- 키르기스스탄
- 팔레스타인